# Meritxell Borràs
Meritxell Borràs Solé (Hospitalet de Llobregat, Barcelona, 12 de abril de 1964) es una farmacéutica y política española.
Actualmente es la directora de la Autoridad Catalana de Protección de Datos (APDCAT) desde el año 2022.
Anteriormente fue diputada en el Parlamento de Cataluña. También desempeñó el cargo de Consejera de Gobernación, Administraciones Públicas y Vivienda de la Generalidad de Cataluña hasta el 28 de octubre de 2017.

## Biografía
Hija de Jacint Borràs,  uno de los fundadores de Convergencia Democrática de Cataluña.
Es licenciada en Farmacia y máster en Gestión Empresarial por la Universidad de Barcelona además de haber realizado un curso de Liderazgo Político en el IESE de Madrid. Trabajó en los laboratorios Menarini durante siete años y en los laboratorios Almirall durante dos años. Es socia de Omnium Cultural, de la Asamblea Nacional Catalana y del F. C. Barcelona además de otras entidades de Hospitalet.

### Trayectoria política
Militante de Convergencia Democrática de Cataluña (CDC). 
Fue presidenta y fundadora de la Joventut Nacionalista de Catalunya (JNC) en 1981 en Hospitalet de Llobregat y miembro del Comité ejecutivo nacional de la JNC como responsable de comunicación y formación.
Es miembro del consejo nacional de CDC, miembro del Comité ejecutivo nacional de CDC como responsable de políticas sociales y corresponsable del ámbito sectorial y miembro del secretariado permanente de CDC.
Desde 1995 fue concejala del Ayuntamiento de Hospitalet de Llobregat y portavoz del grupo municipal de Convergència i Unió en Hospitalet desde 1998. Fue cabeza de lista en las elecciones municipales en Hospitalet en 1999, 2003, 2007 y 2011. 
En 1995 fue diputada en la Diputación Provincial de Barcelona. 
Tiene una amplia experiencia como diputada en el Parlamento de Cataluña. Fue diputada de la V, VI, VII, VIII y IX legislaturas. Durante esta etapa fue miembro de la Comisión de Economía, Finanzas y Presupuesto, de la Comisión de Control de la Actuación de la Corporación Catalana de Medios Audiovisuales, de la Comisión de Medio ambiente y Vivienda, de la Comisión de Bienestar e Inmigración, de la Comisión de Trabajo, Industria, Comercio y Turismo y de la Comisión de Salud. También fue portavoz de CiU en la "Comisión Pujol".
El 22 de junio de 2015, con la remodelación del Gobierno de la Generalidad de Cataluña después de que Unión Democrática de Cataluña saliera del gobierno fue nombrada consejera de Gobernación y Relaciones Institucionales de la Generalidad.

### Causa judicial
El 2 de noviembre de 2017, la juez del Juzgado Central de Instrucción n° 3 Carmen Lamela ordenó su ingreso en prisión provisional comunicada y sin fianza, junto con el exvicepresidente Oriol Junqueras y los ex-consejeros Raül Romeva, Joaquim Forn, Dolors Bassa, Carles Mundó, Josep Rull y Jordi Turull por la investigación de tres delitos, incluidos los de rebelión, sedición y malversación. Tras la asunción de la causa seguida en la Audiencia Nacional por el juez del Tribunal Supremo Pablo Llarena, éste determina el 4 de diciembre la libertad bajo fianza de todos los ex-consejeros, manteniendo en prisión provisional únicamente a Junqueras y Forn.
En la actualidad se encuentra imputada por el Tribunal Superior de Justicia de Cataluña por malversación de caudales públicos por la adquisición de urnas con cargo al erario público para la celebración de un referéndum de independencia en Cataluña, declarado ilegal por el Tribunal Constitucional. Además, desde el 7 de septiembre se encuentra investigada por la Fiscalía del Tribunal Superior de Justicia de Cataluña por presuntos delitos de prevaricación, desobediencia al Tribunal Constitucional y malversación de caudales públicos, tras aprobar y firmar como consejera de Gobernación de la Generalidad, el Decreto autonómico 139/2017 de convocatoria del referéndum para convocar un referéndum de independencia, junto con los demás miembros del Gobierno autonómico.
Se prevé que el Juicio empiece el 12 de febrero de 2019. El Tribunal Supremo juzga a 12 líderes catalanes por el referéndum y la declaración unilateral de independencia de 2017. El auto del juez Llarena acusa a Meritxell Borràs de malversación de caudales públicos y desobediencia al Tribunal Constitucional. La petición de penas en el escenario judicial de investigado que se encuentra, anteriormente denominado imputado, por los delitos de malversación y desobediencia queda de la siguiente forma, la Fiscalía General del Estado (FGE) solicita la pena de 7 años de prisión, los mismos que la Abogacía del Estado.

#### Condena
El lunes 14 de octubre de 2019, la Sala de lo Penal del Tribunal Supremo emite la sentencia de la causa penal seguida contra los 12 líderes catalanes del procés, a Meritxell Borrás, la condena por desobediencia, a 1 año y 8 meses de inhabilitación especial y a 10 meses de multa, a razón de 200 euros diarios.